# بايو (مغنية)
بايو (بالإنجليزية: Baiyu)‏ (ولدت في 21 ديسمبر 1983) سارة بايو بوريت، المعروفة مهنيًا باسم بايو، هي مغنية وكاتبة أغاني أمريكية من أصل صيني وكانت ممثلة في أوائل التسعينيات.

## روابط خارجية
- بايو (مغنية) على موقع IMDb (الإنجليزية)
- بايو (مغنية) على موقع ميوزك برينز (الإنجليزية)